# 1951年東京都知事選挙
1951年東京都知事選挙（1951ねんとうきょうとちじせんきょ）は、1951年（昭和26年）4月30日に行われた東京都知事（第2期）を選出するための選挙である。

## 概要
立候補の届け出は4月20日午後5時に締め切られ、現職の安井誠一郎を含む計6名が立候補した。1期4年知事を務め、現職という最大の強みをもつ安井に対し、元労働大臣の加藤勘十が挑む、保守革新の一騎打ちを軸とした構図となった。演説会では、都政の刷新や都民税の軽減等のテーマが扱われた。
投票は4月30日に実施され、三多摩地区62町村と島嶼部では即日開票が実施された。一方で23区内と北多摩の大部分等では、5月1日8時から一斉に開票が行われた。

## 選挙データ

### 投票日
- 1951年（昭和26年）4月30日